# 西厄爾士山脈
50°24′N 12°30′E / 50.4°N 12.5°E

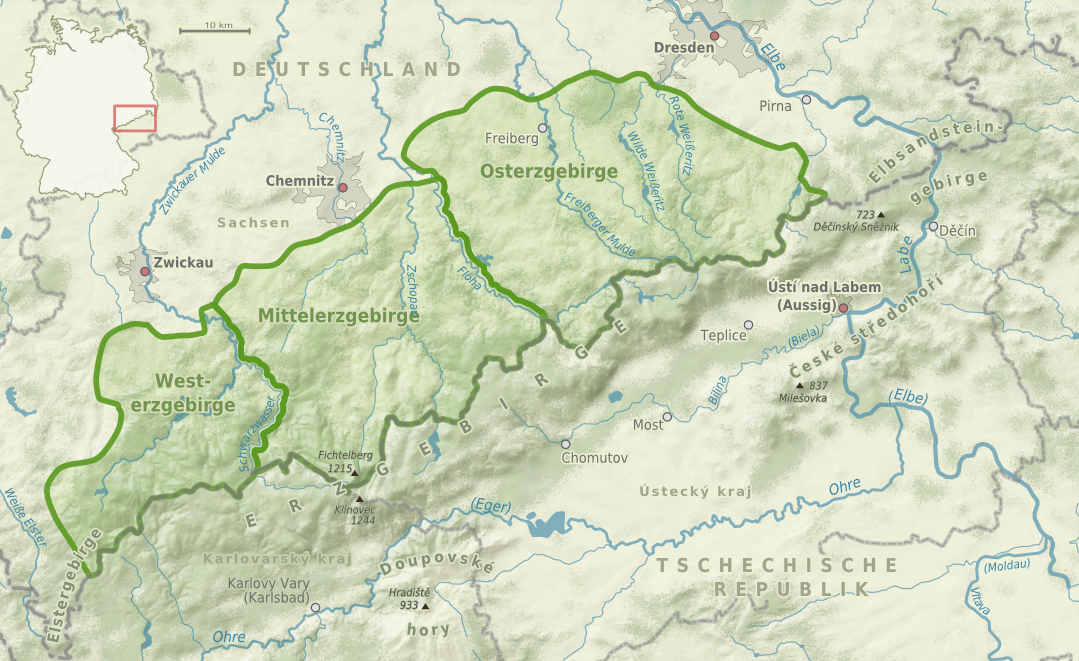

西厄爾士山脈是德國的山脈，位於該國東部薩克森自由州，處於首都柏林以南220公里，屬於厄爾士山脈的一部分，最高點海拔高度557米。